# Pyrgospira tampaensis
Pyrgospira tampaensis é uma espécie de gastrópode do gênero Pyrgospira, pertencente a família Pseudomelatomidae.